# Coincya
Coincya és un gènere de plantes amb flors de la família Brassicàcia. Consta d'unes 3 a 8 espècies. La majoria de les espècies són originàries d'Europa occidental. L'única espècie autòctona als Països Catalans és Coincya cheiranthos (Brassicel·la)

## Taxonomia
- Coincya

- Coincya cheiranthus
- Coincya monensis

- C. monensis subsp. monensis (Illa de Man)
- C. monensis subsp. recurvata * Coincya wrightii

- Coincya johnstonii